# Geschiedenis van De Meern

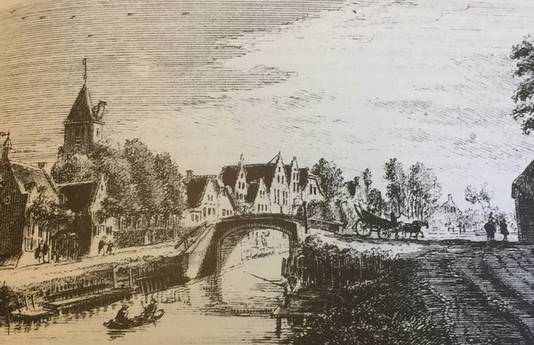
Het dorp De Meern in 1744 gezien vanuit het westen, getekend door Hendrik Spilman. In het midden de Meernbrug.

Deze geschiedenis van De Meern beschrijft de ontwikkeling van het gebied van De Meern in de huidige provincie Utrecht vanaf de oudheid. Een nederzetting met de naam De Meern is pas in de 15e eeuw ontstaan.

## Plaatsnaam
Het oudste thans bekende document waarin de plaatsnaam voorkomt, stamt uit het jaar 1208. Hierin wordt een hofstede genoemd met de naam Marremunde. De naam 'Marre' in Marremunde verwijst naar een kanaal dat gegraven is in de Romeinse tijd, en 'munde' betekent monding: even ten zuiden van Marremunde mondt de Marre uit in de Hollandse IJssel.
In die tijd, omstreeks 1200, werd een dijk aangelegd tussen de plek waar nu de Meernbrug in De Meern ligt en Marremunde. Het kanaal de Marre was in de voorafgaande eeuwen bijna geheel drooggevallen. Bovendien was de slappe omringende veengrond gaan inklinken. De bodem van de Marre bestond uit zand vermengd met stevige klei. Door de inklinking van het veen was er sprake van forse bodemdaling, maar de zand-met-klei-bodem van de Marre daalde minder sterk. Zo ontstond een lage rug die enigszins boven het naastgelegen gebied uitstak. Van de randen van deze rug schepte men klei en verplaatste deze naar het midden; zó ontstond de dijk die in de 14e eeuw Marne, Maerne of Meern  werd genoemd. Pas veel later zou het dorpje De Meern ontstaan aan het noordelijk uiteinde van de dijk. Marremunde ligt aan het zuidelijke uiteinde.
Op de noordoever van de huidige Leidse Rijn, die toen nog een smallere wetering was, lag een weg. Om van daar op de dijk te kunnen komen bouwde men een brug: de Pons Maerne (volgens een document uit 1301), in het Nederlands vertaald Meernbrug. De dijk kreeg later de huidige naam Meerndijk. Het tracé ervan is gedurende zijn bestaan onveranderd gebleven. Dit geldt ook voor de plaats van de Meernbrug.      
Vanaf 1385 wordt de wetering verbreed tot het scheepvaartkanaal Oude Rijn en ontstaat er bij de Meernbrug een kleine nederzetting met een kapel. Blijkens documenten wonen de inwoners ervan aan de Meern. De meeste gebouwen van deze nederzetting staan op de noordoever van de Oude Rijn en liggen in het Gerecht Vleuten en De Meern. Het gebied aan de zuidzijde van de Oude Rijn is verdeeld over twee heerlijkheden.
In de 19e eeuw wordt De Meern een officiële woonplaats, maar wel verdeeld over drie gemeenten. Aan deze driedeling komt een einde in 1954 met de vorming van de gemeente Vleuten-De Meern.

## Oudheid

### Rijn
De Meern ligt in het stroomgebied van de rivier de Rijn ten westen van de stad Utrecht. Van deze rivier is nu weinig meer te zien in het landschap, maar in de oudheid was ze duidelijk aanwezig. Het gebied werd toen bewoond omdat het per schip bereikbaar was en de grond uit vruchtbaar materiaal bestond. Maar er was ook een groot nadeel. De stroomsnelheid van de rivier was hier zeer laag, waardoor grote hoeveelheden zand en rivierklei werden afgezet op de bodem en aan de oevers. De rivier werd hierdoor in zijn loop belemmerd en zocht een andere route. Menigmaal heeft de Rijn bij De Meern zijn loop verlegd. Er ontstond zelfs een neventak. De noordelijke hoofdtak liep via het huidige Vleuten naar het huidige Harmelen, de zuidelijke neventak via De Meern naar Harmelen. De instabiele rivierloop was nadelig voor de landbouw.

### Hollandse IJssel
Zo'n 4 km ten zuiden van De Meern bevindt zich een buitenbocht van de rivier de Hollandse IJssel. Sporadisch trad deze buiten haar oevers, zette dan over een groot gebied aan de buitenbochtzijde vruchtbaar materiaal af, en trok zich ten slotte terug in een stabiele bedding. Deze omstandigheid leverde gunstige voorwaarden op voor akkerbouw. Bij archeologische opgravingen in dit gebied werden verschillende landbouwnederzettingen uit de oudheid aangetroffen.

### Komst van de Romeinen
De komst van de Romeinen aan het begin van onze jaartelling leidde tot grote veranderingen. In de Lage Landen werd de rivier de Rijn de limes, oftewel de noordgrens van het Romeinse Keizerrijk. Langs deze rivier werd een serie legerplaatsen of castella gebouwd. Castellum Traiectum was een van de belangrijkste. Zes kilometer westelijker lag aan de zuidelijke tak van de Rijn het volgende castellum. Het lag op dezelfde plaats als het huidige Castellum Hoge Woerd in De Meern. De grens werd ook bewaakt vanuit wachttorens. Iets ten zuiden van de Rijn liep de limesweg, een hoofdweg. Zowel deze weg als de Rijn eindigden bij de Noordzeekust en waren daarom ook van groot belang voor transporten naar Engeland.

### Kanaal naar het landbouwgebied
De onmiddellijke omgeving van het castellum was bewoond, maar de landbouw die hier werd bedreven leverde te weinig voedsel op voor de vele Romeinse militairen. Daarom werd een kanaal gegraven naar het ongeveer 4 km zuidelijker gelegen landbouwgebied. Het takte af van de zuidelijke tak van de Rijn, had een breedte van 10 tot 15 meter en een diepte van ongeveer 2 meter. Inmiddels is door archeologische onderzoekingen, onder andere in 2017, vastgesteld dat dit kanaal het tracé van de huidige Meerndijk volgde.

### Overgebleven sporen uit de Romeinse tijd
- Limes-paden in De Balije en Veldhuizen
- Reconstructie van het Romeinse castellum op de Hoge Woerd
- Contouren van een badhuis bij het castellum
- Replica van een wachttoren bij het castellum
- Romeins schip uit de 2e eeuw in de museumhal van het castellum
- Verschillende in het museum tentoongestelde voorwerpen uit de Romeinse tijd, die bij archeologische opgravingen zijn aangetroffen
- Reconstructie van de uitmonding van het door de Romeinen gegraven kanaal in de Hollandse IJssel bij de Meernhoeve.

## Vroege middeleeuwen

### Vertrek van de Romeinen
Omstreeks 260 wordt de grensbewaking door Romeinse militairen beëindigd en het castellum verlaten. In de vierde eeuw dringen Frankische troepen het gebied binnen. De Romeinse machthebbers huren soldaten in om dit tegen te gaan. Het castellum wordt opnieuw als legerplaats gebruikt, maar nu door huurlingen. In de vijfde eeuw raken de Romeinen hun macht over het gebied definitief kwijt. Het landbouwgebied ten zuiden van De Meern raakt onbewoond, althans voor zover blijkt uit archeologische opgravingen.

### Dichtslibbing van vaarwegen en overstromingen
Tegen het einde van de vroege middeleeuwen slibden de zuidelijke Rijntak en het kanaal naar de Hollandse IJssel vrijwel volledig dicht. De noordelijke Rijntak bleef een belangrijke scheepvaartroute. In de 8e eeuw waren er echter grote overstromingen; hierdoor werd de rivier veel bochtiger. Daarom besloot men toen tot het graven van de ruim 4 km lange Vleutense Vaart. Deze sneed het stuk Rijn tussen het voormalige Castellum Traiectum (Utrecht) en Den Hoet af.

### Bewoning
De vijfde eeuw is een chaotische periode. Krijgersgroepen die gelieerd zijn aan Frankische machtscentra maken de dienst uit. Zij zijn onder andere gelegerd in de overblijfselen van het castellum. Daarna komt het gebied in handen van Merovingische koningen, die in Doornik zetelen. Zij voeren een politiek van het naast elkaar bestaan van verschillende culturen, die hun sterke kenmerken van elkaar overnemen. Langs de Rijn nabij het huidige De Meern verrijzen nederzettingen op korte afstand van elkaar, waar landbouw en handel worden bedreven. Het hoogtepunt van deze periode ligt in de achtste eeuw. In de negende eeuw wordt het gebied geteisterd door overstromingen en plunderingen door Vikingen. De bevolking verlaat de nederzettingen.

### De Meern wordt deel van het Sticht Utrecht
In 1024 ontvangt de bisschop van Utrecht wereldlijke macht en wordt hiermee het Sticht Utrecht een vorstendom binnen het Heilige Roomse Rijk. Dit vorstendom bestaat uit het Nedersticht en het Oversticht. Door de ligging aan de Rijn wordt Utrecht een welvarende handelsstad. Er worden in de 11e eeuw drie nieuwe kapittelkerken gebouwd in aanvulling op de twee reeds bestaande. Laaggelegen delen van het Nedersticht komen in bezit van de vijf Utrechtse kapittels. Het gebied rondom Vleuten en het noordelijk deel van het huidige De Meern worden eigendom van het Kapittel van Oudmunster. Het gebied ten zuiden daarvan komt grotendeels in bezit van het Kapittel van Sint-Jan.

### Overgebleven spoor uit de vroege middeleeuwen
- De Alendorperwetering langs de Esdoornlaan is een overblijfsel van de hoofdtak van de Rijn.

## Hoge en late middeleeuwen

### Ontstaan van de polders

#### Inleiding
In het jaar 1000 valt het landschap van het huidige De Meern uiteen in het bewoonde gebied op de relatief hoog gelegen oeverwallen van de Rijn en de verderaf gelegen woeste gronden. Op de oeverwallen is de grondsoort een mengsel van zand en klei. Deze is zeer geschikt voor akkerbouw. De woeste grond bestaat uit een dunne laag rivierklei op veengrond. Veruit het grootste deel van het gebied bestaat uit woeste grond.
De vijf Utrechtse kapittels gaan een centrale rol spelen in het geschikt maken van woeste gronden voor akkerbouw. Het model voor deze ontginningen is in beginsel overal hetzelfde. Het terrein wordt ontdaan van bosschages en er worden lange evenwijdige sloten gegraven, die het overtollige water snel kunnen afvoeren naar bijvoorbeeld een rivier. De aan kolonisten uitgegeven langgerekte percelen grond worden copen genoemd. Dit systeem ontstaat in ±1050 rondom Utrecht. Het wordt al snel overgenomen in grote delen van het huidige Nederland, vooral ook in het naburige Graafschap Holland. Vandaar dat men spreekt van de Grote Ontginning.
Door de snelheid waarmee dit project wordt uitgevoerd, ontstaan problemen van uiteenlopende aard. Via rivieren en weteringen staan het Sticht Utrecht en het Graafschap Holland met elkaar in verbinding. De graaf van Holland voert daarom vaak overleg met de bisschop. In de loop van de tijd wordt Holland een machtig gewest, terwijl de macht van de bisschop sterk aan het verminderen is. Tegen het einde van de middeleeuwen gaan de Hollanders steeds meer hun wil opleggen aan de Stichtenaren wat betreft de aanleg van dijken en waterwegen.

#### Polders in het gebied van De Meern
Waarschijnlijk in de 11e en 12e eeuw wordt ten westen van de stad Utrecht een van oost naar west lopende wetering gegraven. Deze doet dienst als basis voor het ontginnen in zowel zuidelijke als noordelijke richting. Er is dan nog geen sprake van polders; dat zijn namelijk laag gelegen, door dijken en kaden omringde gebieden die elk hun eigen waterpeil kunnen regelen. In de volgende eeuwen daalt de bodem in grote delen van de ontginningen, en dan ontstaan polders.
De polders in het gebied van De Meern zijn:
- aan de zuidzijde, van oost naar west: Papendorp, Oudenrijn en Veldhuizen;
- ook aan de zuidzijde, maar dan als tweede ontginningsfase, in het verlengde van vorengenoemde polders (dus verder naar het zuiden): Galecop, Heicop en Reijerscop;
- aan de noordzijde, van oost naar west: Polder Het Weer en Polder Vleuterweide.[6]

In het algemeen vestigen de kolonisten die het ontginningswerk verrichten, zich aan de wetering. Die van Veldhuizen vormen hierop een uitzondering; zij bouwen hun woningen op de hoger gelegen oeverwal van de inmiddels dichtgeslibde neventak van de Rijn, welke iets zuidelijker ligt dan de wetering. Verder hebben de polders Papendorp en Galecop een van noord naar zuid lopende ontginningsbasis, namelijk de Galecopperdijk. Vanaf daar wordt naar het westen en naar het oosten ontgonnen. In Reijerscop wordt vanaf de Reijerscopse Wetering (langs de huidige weg Reijerscop) naar het zuiden ontgonnen. In de polder Heicop ligt het hoogste punt in het uiterste zuidoosten, en daar vestigen zich de (meeste) kolonisten.
Volledigheidshalve moet de polder Rosweide worden genoemd, een smal driehoekig restgebied dat ontstond door de aanleg van de Meerndijk.

#### Hoe en door wie de polders werden bestuurd

Wapen van de familie Taets en de heerlijkheid Voorn

Het gebied van De Meern was in de Middeleeuwen eigendom van Utrechtse kapittels. De kapittelheren of kanunniken waren hoogopgeleide personen uit vooraanstaande families. Zij wezen leenmannen aan die zich op het platteland vestigden. Dezen bouwden hofsteden op en gaven tegelijk ook leiding aan het hun toegewezen gebied, dat door kolonisten werd ontgonnen. Belangrijke hofsteden in het gebied van De Meern waren Voorn in het oosten, de Meernhofstede (=Marremunde) in het zuiden, Nijeveld - spreek uit Nieveld met langgerekte ie-klank - in het westen en Alendorp in het noorden.
De polder Papendorp was in bezit van het Domkapittel. De hofsteden Voorn en Alendorp waren leengoederen van het kapittel van Oudmunster; Nijeveld en de Meernhofstede van het kapittel van Sint-Jan. Het kapittel van Sint-Pieter had verspreide bezittingen in de polder Reijerscop.
De hofstede Voorn werd in 1160 bewoond door Willem van Voorn, een lid van de vooraanstaande Utrechtse familie Taets.  Een in de 14e eeuw levend lid van deze familie,   Willem van der Maern, was richter in het gerecht Heyencoop (= Heicop). Hij bewoonde de Meernhofstede.
Het gebied van de hofstede Nijeveld groeide uit tot een heerlijkheid. De familie Van Zuylen van Nievelt zwaaide hier de scepter tussen 1311 en 1536.

### Overschakeling op veeteelt
De beoefening van akkerbouw vereist een tamelijk laag grondwaterpeil. Daarvoor is efficiënte afvoer van overtollig water noodzakelijk. De sloten van enkele meters breed worden daarom afgewisseld met bredere sloten. Haaks hierop worden middelweteringen gegraven, die de smalle en brede sloten met elkaar verbinden. Dit netwerk van watergangen blijkt zo efficiënt te zijn, dat het grondwaterpeil te snel daalt. Het veen onder de dunne bovenlaag van klei droogt uit en wordt samengeperst door het gewicht van de klei, met algehele bodemdaling als resultaat. Het waterpeil in de sloten moet nu omlaag worden gebracht om het land bewerkbaar te houden. Maar daardoor herhaalt zich het proces van uitdroging, samenpersing en bodemdaling. Uiteindelijk kiest men voor overschakeling van akkerbouw op veeteelt. De akkers veranderen in weilanden, waar het slootwaterpeil hoger mag liggen dan bij akkerbouwgrond.

### Meerndijk en Meernbrug
De 3,5 km lange Meerndijk is een dwarsdijk tussen de stroomruggen van de Rijn en de Hollandse IJssel. Hij werd omstreeks het jaar 1200 aangelegd op initiatief van het Land van Woerden, dat veel last had van water dat afkomstig was uit het hoger gelegen Utrechtse rivierengebied. De Meerndijk kon bij dijkdoorbraken of overstromingen in dit gebied water tegenhouden.
Voordat deze dijk werd aangelegd, bevond zich hier al een lage natuurlijke dijk van klei en zand. Deze was gevormd door een kanaal uit de Romeinse tijd. Op de bodem ervan en langs de oevers had zich een stevige afzettingslaag gevormd. In de vroege middeleeuwen slibde het kanaal dicht. Ten tijde van de Grote Ontginning daalden de bodem en de oevers van het verdwenen kanaal veel minder sterk dan de klei- op veenbodem van de omgeving. Er ontstond daardoor een rug van klei en zand die boven het maaiveld uitstak. Van de randen van deze rug haalde men klei weg en hoogde daarmee het midden van de rug op. Zo ontstond de Meerndijk. In 1323 werd deze na een dijkdoorbraak bij Vreeswijk verder verhoogd. In documenten uit 1288 en 1376 heet deze dijk de Marne en de Meern.
De Pons Maerne (Meernbrug) wordt genoemd in de jaarrekening van het kapittel van Oudmunster over het jaar 1300. Deze brug overspant de voorwetering van de polders Oudenrijn en Veldhuizen en geeft toegang tot de Maerne (Meerndijk).

### Problemen met de afwatering

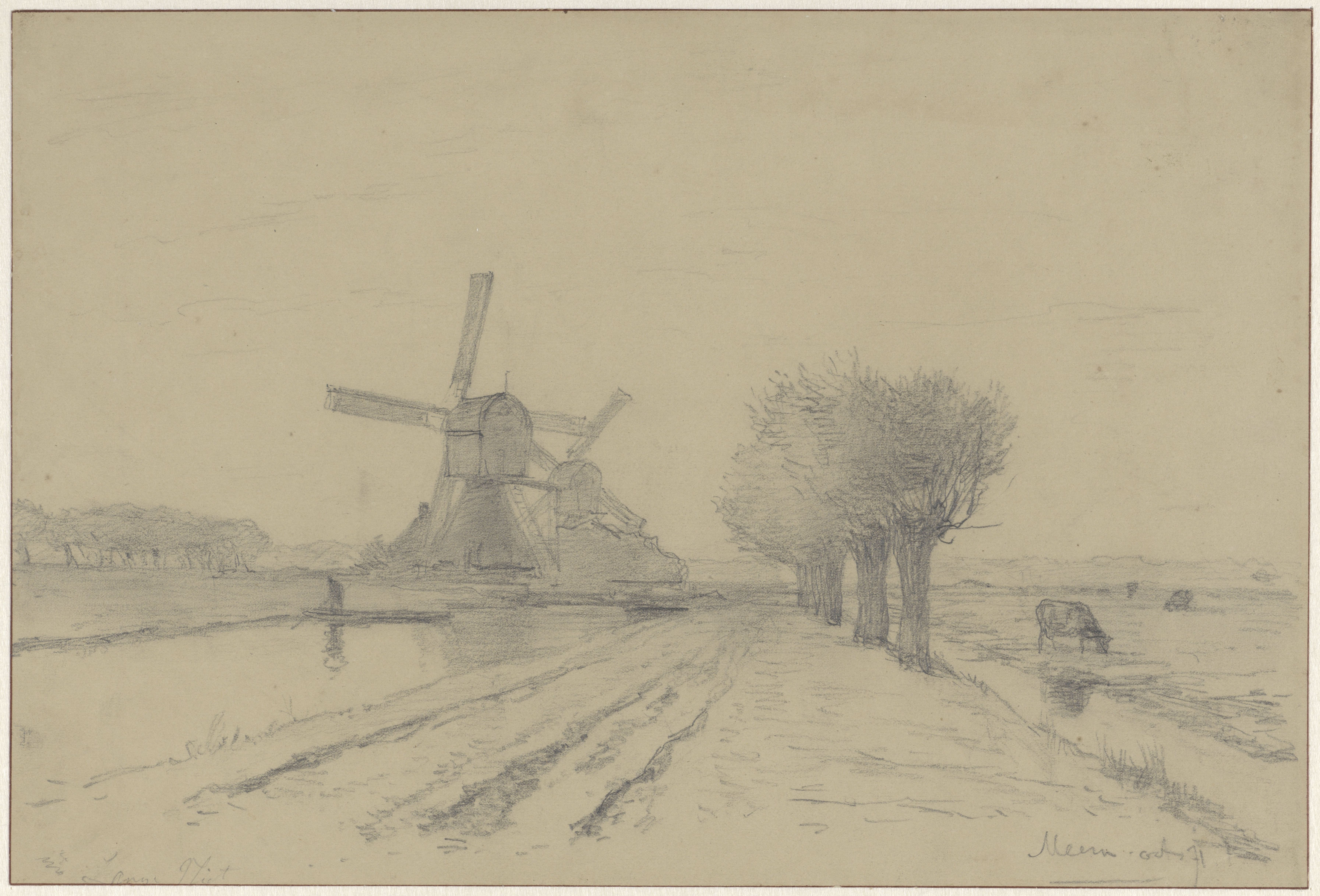
Rode molen (voor) en Sluismolen, getekend door Willem Roelofs in 1871

Zoals hiervoor is geschetst, was er sprake van algehele bodemdaling in de polders. Er werden verschillende maatregelen genomen, waarvan sommige weer tot nieuwe problemen leidden.
Zo liepen de straten in Gouda vaak onder. Dit probleem werd opgelost door de bouw van een dam in de Hollandse IJssel in 1285, zodat deze rivier niet meer werd gevoed met water uit de rivier de Lek. Het water in de IJssel kwam hierdoor lager te staan. Het werd nu ook gemakkelijker om water uit de aanliggende polders op deze rivier te lozen, bijvoorbeeld via de IJsselwetering, die in 1288 ten behoeve van het gebied van Heicop was gegraven. Maar na enige tijd ging de IJssel door het ontbreken van stroming verzanden. Lozing op deze rivier was nu geen optie meer, en zo moesten de polders hun water weer afvoeren naar de wetering tussen Utrecht en Harmelen.
Het lozen van polderwater op deze wetering werd door het naburige graafschap Holland als een bedreiging gezien, omdat de wetering uitmondde in de rivier de Rijn, die door hun gebied stroomde en weinig capaciteit had. De Hollanders hadden kanalen in noordelijke richting gegraven om de Rijn te ontlasten. Ze verlangden van de Utrechters hetzelfde. Dezen groeven daarop de kanalen Heicop of Lange Vliet, Bijlevelt en Meent.
Gedeeltelijk waren de polders lager komen te liggen dan de wetering. Met door wind gedreven molens werd nu het water uit de polders omhoog gebracht naar het niveau van de wetering. Bij De Meern werden drie van dergelijke molens gebouwd: een aan de Lange Vliet en twee, die een molenpaar vormden, aan de Meent.
De wetering, die later zou worden verbreed tot Oude Rijn, stond in open verbinding met de watergangen bij en in de stad Utrecht. In tijden van droogte liet men water instromen in de polders. Daardoor daalde het waterpeil in de Oude Rijn, maar ook in de Utrechtse grachten. Om de waterstand van het stadswater onafhankelijk te maken van het waterpeil van de Oude Rijn bij De Meern werd bij het Huis te Voorn in 1564 de Stadsdam aangelegd.

### Middeleeuwse kanalen
- De Oude Rijn verbindt de stad Utrecht met de rivier de Rijn bij Harmelen. Het deel ervan dat door De Meern loopt is een verbrede versie van de oorspronkelijke wetering die in de 11e en 12e eeuw is gegraven. Voor de afvoer van het water uit de polders bij De Meern is dit het belangrijkste kanaal. Door de verbreding, die in 1381 begint, wordt de Oude Rijn tevens geschikt gemaakt voor de scheepvaart. De toegangsbrug tot de Meern(dijk) wordt noodzakelijkerwijs eveneens vergroot. In de decennia hierna verandert de nederzetting 'aan De Meern' in een dorpje.

- In 1385, respectievelijk 1413, wordt een begin gemaakt met het graven van de Heicop en de Bijleveld. Deze vlieten voeren het overtollige water af uit de polders ten zuiden van de Oude Rijn. De Heicop brengt het water van de polders ten oosten van de Meerndijk naar de Utrechtse Vecht. De Bijleveld doet dit voor de polders ten westen van de Meerndijk naar de Amstel. Beide vlieten kruisen op een bepaald moment de Oude Rijn. Men wil voorkomen dat water van de Heicop in de Bijleveld terechtkomt. Daarom wordt in de Oude Rijn tussen de beide kruisingen in een dam gebouwd, de Heldam.

- De vliet Heicop begint in de polder Heicop. Dit meest zuidelijke deel wordt ook wel Lange Vliet genoemd. Na ongeveer 1,5 km kruist deze vliet de gemeenschappelijke achterwetering van de polders Heicop en Oudenrijn, en gaat dan verder door de polder Oudenrijn naar het noorden om dicht bij de Meernbrug uit te monden in het kanaal Oude Rijn. Om de afvoercapaciteit van de Lange Vliet te vergroten wordt ongeveer 500 m ten oosten van de Lange Vliet, en evenwijdig ermee, de Meent gegraven. Deze begint in de zoëven genoemde achterwetering en mondt uit in de Oude Rijn.

- Een deel van de Oude Rijn wordt benut voor de afvoerfunctie van de Heicop. Het zuidelijke deel van de Heicop eindigt in de Oude Rijn bij de Meernbrug. Even ten oosten van de Heldam begint het noordelijke deel van de Heicop, dat via Kockengen loopt en te Breukelen in de Vecht uitmondt.

### Poldermolens
Omstreeks 1485 werden drie molens gebouwd waarmee het water uit de polders omhoog kon worden gepompt tot het niveau van de Oude Rijn. Twee ervan, het molenpaar Rode Molen en Sluismolen, stonden aan de Meent. De derde, de Rosweidse Molen, stond aan de Lange Vliet ongeveer 700 meter ten zuiden van de Meernbrug. De polderbemaling met windmolens bij De Meern duurde tot het eind van de 19e eeuw. Toen werd op de plek van de Rosweidse molen een stoomgemaal gebouwd met méér capaciteit dan de drie molens samen konden leveren.

### Kapel bij de Meernbrug
Dicht bij de Meernbrug, waar nu de Marekerk staat, werd in elk geval vóór 1481 een kapel gebouwd met een altaar gewijd aan Sint-Antonius Abt. Deze kapel behoorde tot een vicarie, een geestelijke stichting met materiële goederen, met name landerijen en enkele gebouwen. De kapelaan, die in de kapel missen opdroeg, was tegelijk vicaris, dat is beheerder van de goederen van de vicarie. Uit de opbrengsten daarvan kon hij in zijn levensonderhoud voorzien en kon de kapel worden onderhouden.
Mogelijk heeft een bewoner van kasteel Nijeveld deze vicarie gesticht. In elk geval blijkt in 1594 een heer van Nijeveld patroon van de vicarie te zijn.

### Belangrijke jaartallen
- 1024 - De bisschop van Utrecht wordt wereldlijk heerser. Het gebied van het latere De Meern wordt eigendom van Utrechtse kapittels.
- ±1050 - Begin van de Grote Ontginning
- ±1200 - Aanleg van de Meerndijk
- 1381 - Verbreding van de voorwetering langs de polders Oudenrijn en Veldhuizen tot scheepvaartkanaal Oude Rijn
- 1385 - Aanleg van de Lange Vliet
- vóór 1481 - Stichting van vicarie met kapel bij de Meernbrug
- ±1485 - Bouw van drie poldermolens

### Overgebleven sporen uit de hoge en late middeleeuwen
- Polders Heicop en Reijerscop. De verkaveling van de periode 1050-1200 is nog goeddeels aanwezig.
- De weg Reijerscop, vanaf waar de gelijknamige polder werd ontgonnen
- Heicopperkade, gemeenschappelijke achterkade van de polders Oudenrijn en Heicop
- Een kleine concentratie van boerderijen en woningen in de buurt van de A2. Ze liggen aan de oude van oost naar west lopende Ringkade. Deze is de vroegere ontginningskade van de polder Heicop. Hij wordt nu onderbroken door de A2. Het beginpunt van de concentratie ligt aan de oostzijde van de A2; het grootste deel bevindt zich aan de westzijde.
- Taatsendijk, hiervan twee overgebleven delen, namelijk een fragment in het uiterste noorden van het Bedrijvengebied Papendorp en het noordelijkste deel van de Reinesteijnseweg te Nieuwegein, tot aan het beginpunt van de vroegere ontginning Heicop.
- Strijkviertel, van oorsprong een zijdewende in de polder Oudenrijn
- Meerndijk. Het tracé, daterend uit ±1200, is ongewijzigd.
- Meernbrug, de plaats waar in 1300 zijn voorloper Pons Maerne lag
- Oude Rijn, thans Leidse Rijn
- Lange Vliet, nog geheel aanwezig, behalve in de buurt van de A12
- Meernhoeve, Noord IJsseldijk 28, IJsselstein. Eerder lag hier de Meernhofstede en nog eerder Marremunde.
- Funderingsresten van Kasteel Nijeveld in het De Milan Viscontipark

## Nieuwe Tijd voor 1900

### Infrastructuur

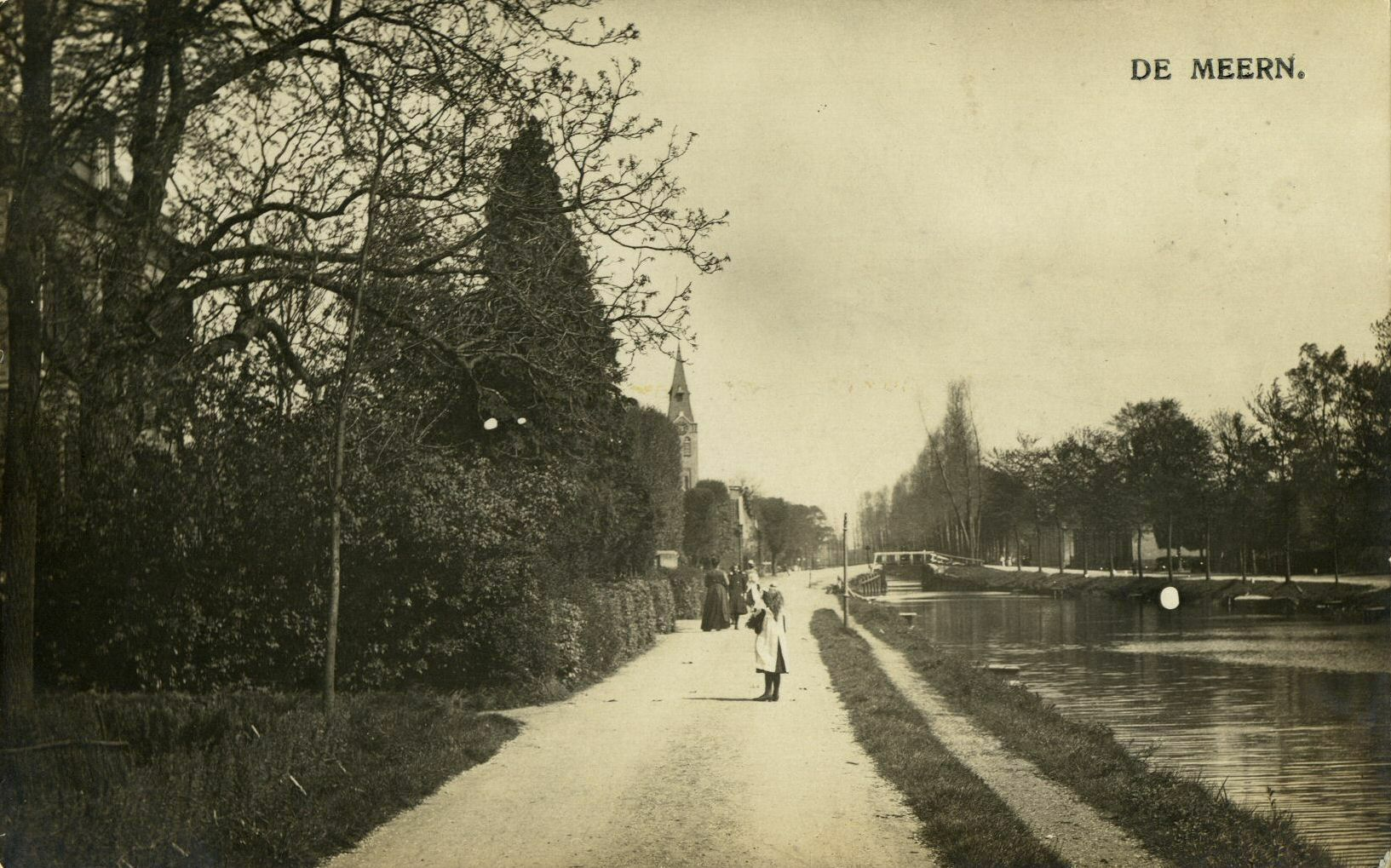
De Zandweg met het jaagpad ten westen van de Meernbrug omstreeks 1920

Omstreeks het jaar 1665 werd het kanaal Oude Rijn getransformeerd tot Leidse Rijn. Het voornaamste doel hiervan was een trekvaartverbinding te creëren tussen Utrecht en Leiden. Belangrijke onderdelen van dit project waren:
- vervanging van dammen, waaronder de Stadsdam en de Heldam, door schutsluizen;
- verkorting van het tracé binnen de stad Utrecht door het graven van de Leidse Vaart;
- aanleg van een jaagpad, opdat de trekschuiten door paarden konden worden getrokken.

Het toenemende water- en wegverkeer tussen Utrecht en steden en dorpen ten westen van Utrecht zorgde voor drukte in De Meern. Het wegverkeer kwam via de huidige Groenedijk en Woerdlaan De Meern binnen. Het centrum van De Meern bestond voornamelijk uit de huidige Zandweg tussen de Woerdlaan en de Meernbrug. Dit gedeelte was al in de 18e eeuw bestraat en heette dan ook Steenweg. Waar de bestrating ophield stak het doorgaande verkeer de Meernbrug over. Het verkeer voor Montfoort en Gouda koos de Meerndijk. Maar ook kon men hier over de onverharde weg op de zuidelijke oever van de Leidse Rijn naar Harmelen gaan. Op de noordelijke oever lag het jaagpad voor de trekvaart.
Op de Meerndijk was al in de middeleeuwen een kleiweg aangelegd. Deze weg was een schakel in de verbinding Utrecht - Gouda - Rotterdam. In 1821 werd het gedeelte De Meern-Gouda, dat slecht was onderhouden, door het Rijk aangewezen als Grote weg van de 2de klasse. Het zou echter nog ruim een eeuw duren voordat deze grondig werd aangepakt.

### Economie
Ten tijde van het ontstaan van het dorp bepaalden de melkveehouderijen het beeld. Op enkele hoger gelegen gebieden, met name in Langerak en even ten zuidwesten van de Meernbrug was er sprake van akkerbouw.   
Toen na 1665 de trekvaart op gang kwam, kon De Meern zich ook anders ontwikkelen dan als agrarische nederzetting. De Meern lag op een strategisch punt; het was het eerste dorp in de scheepvaartroute van Utrecht naar Leiden. De paarden die de trekschuiten trokken konden door de hoefsmid van De Meern worden beslagen. Bij de Meernbrug was een herberg. Ongeveer 100 meter naar het oosten lag aan de Steenweg de broodbakkerij van Verkerk. Iets verder naar het oosten was een manufacturenwinkel.
In de tweede helft van de 19e eeuw was veel vraag naar rivierklei ten behoeve van woningbouw in de steden. De stroomrug in Langerak werd hiertoe uitgegraven nadat de zandige bovenlaag opzij was gezet. Met vletten werd de klei naar de Leidse Rijn vervoerd. Vervolgens bracht een groter schip de klei naar een steenfabriek. Toen de klei was opgeraakt, werd de bovenlaag weer teruggebracht. De afstand tot het grondwater was nu veel kleiner geworden, waardoor akkerbouw hier niet meer mogelijk was. De zandige structuur van de bovenlaag en de hoge grondwaterstand vormden echter ideale condities voor tuinbouw.

### Bevolking en woningbouw

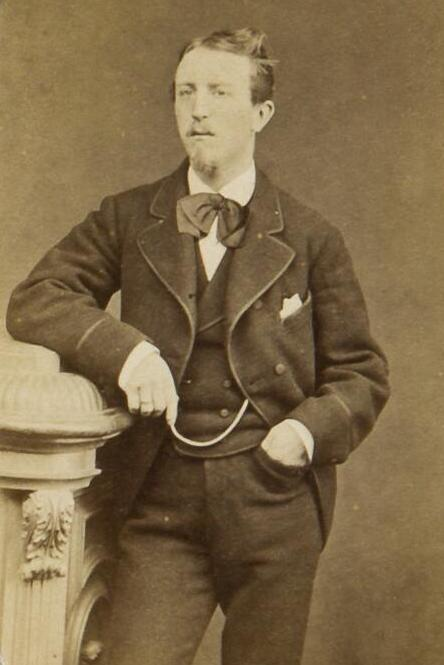
Jhr. J.W.A. Barchman Wuytiers, burgemeester van Vleuten, Oudenrijn en Haarzuilens van 1879 tot 1901

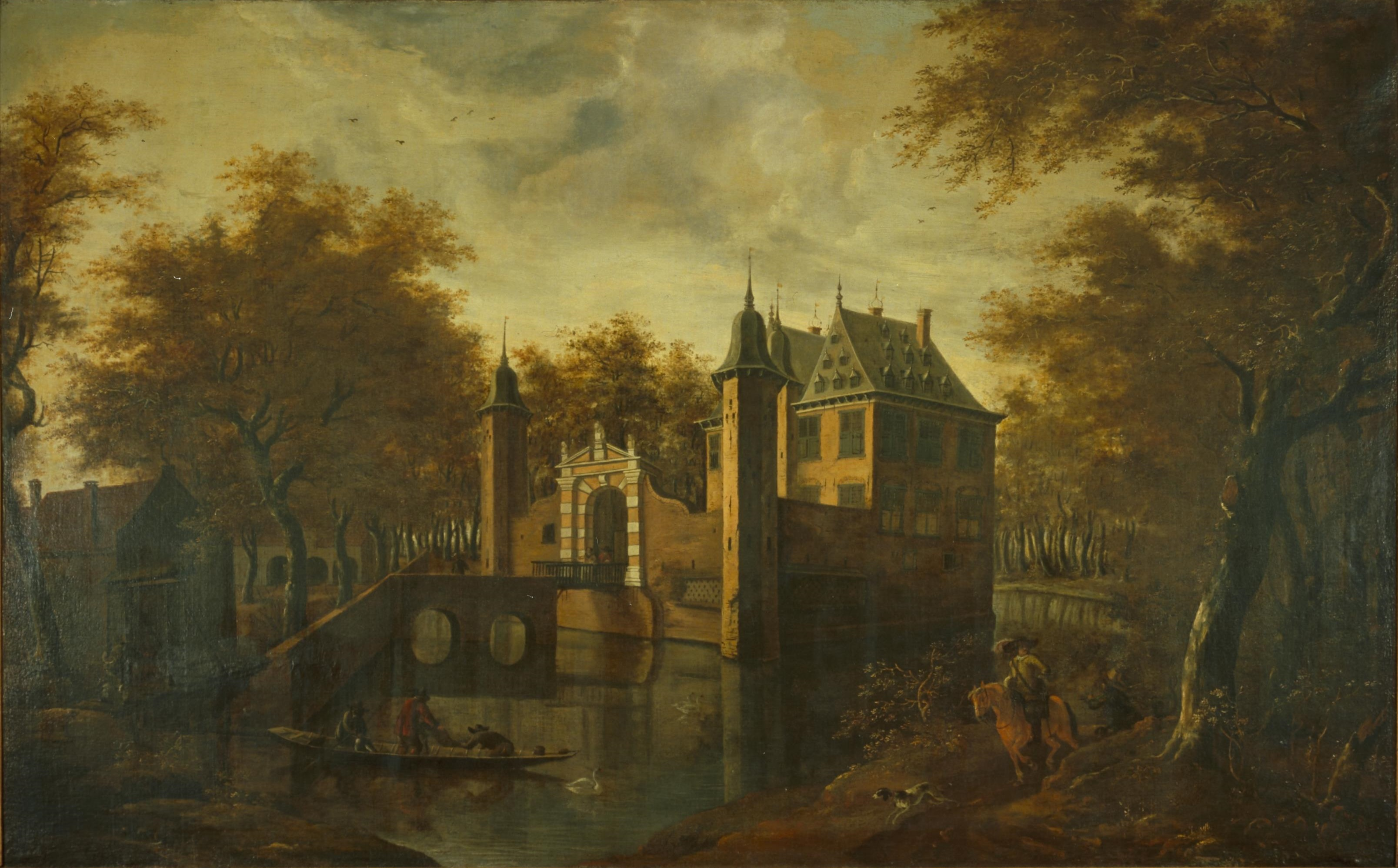
Huis te Voorn in het midden van de 17e eeuw

In 1812 werden gemeenten gevormd. Aan de noordzijde van de Leidse Rijn was dit de gemeente Vleuten, de opvolger van het vroegere gerecht Vleuten en De Meern. Aan de zuidzijde lagen Oudenrijn ten oosten van de Lange Vliet en Veldhuizen ten westen hiervan. Waar deze vliet uitmondt in de Leidse Rijn lag het Meernse 'driegemeentenpunt'.  
De dorpskern lag rondom de vroegere middeleeuwse kapel op de noordoever van de Leidse Rijn. Aan de overzijde behoorden ook de panden aan en dicht bij de Meerndijk tot het dorp. Enkele boerderijen lagen in de dorpskern, de meeste daarbuiten. Tussen Utrecht en De Meern lag een aantal buitenplaatsen, waaronder Huis te Voorn, Damzigt en Overvliet aan de noordoever en Rijnvliet, Rhijnshoek en Tjepmastate aan de zuidoever van de Rijn.
De Meern met inbegrip van de bijbehorende polders telde in 1812 ongeveer 1.000 inwoners. Tot dan was er weinig groei geweest, maar in de 19e eeuw veranderde dit. De gezinnen werden gemiddeld groter, wellicht voor een deel door dalende kindersterfte. De vele kinderen trouwden, waardoor het aantal huishoudens toenam en nieuwe woningen nodig waren. Ook vonden vele verbouwingen plaats; de timmerlieden in het dorp hadden veel werk. Van planning van woningbouw vanuit de drie gemeenten was toen nog lang geen sprake. Met de bevolkingsgroei nam ook het aantal arme gezinnen toe. De diaconie van de hervormde gemeente liet een aantal woningen voor behoeftige gemeenteleden bouwen.

### Religie en onderwijs

#### Rooms-katholieken
Vanaf 1580 mochten de rooms-katholieken, die tussen 60% en 70% van de bevolking vormden, geen openbare erediensten meer houden. De kapel bij de Meernbrug was daarom niet meer voor hen beschikbaar. Voor het bijwonen van een mis moesten zij naar een schuilkerk in Vleuten of Utrecht.
In 1798 kwam dit verbod te vervallen. In 1797 hadden rooms-katholieken de buitenplaats Rijnzicht bij de Stadsdam aangekocht. Ze verbouwden die tot een kerk gewijd aan Onze Lieve Vrouw Hemelvaart. Daarmee was ook de Parochie Oudenrijn aan de Stadsdam een feit. Voor de katholieken in het dorp De Meern was deze kerk redelijk dichtbij en ze maakten er dan ook gebruik van. De pastoor van Vleuten zag nu een terugloop van kerkbezoek in zijn kerk en pleitte daarom voor missen in de kapel bij de Meernbrug op tijden waarop de hervormden deze niet nodig hadden. Dit plan mislukte doordat de Meernse parochianen de kerk bij de Stadsdam verkozen.
In 1835 werd deze kerk vergroot. Op een naastgelegen terrein werd in 1857-1860 een grotere O.L.V. Hemelvaartkerk gebouwd in de stijl van de neogotiek. De kerk kreeg in 1888 een orgel, geschonken door een echtpaar uit de parochie en gebouwd door Michaël Maarschalkerweerd.

#### Nederlands-hervormden

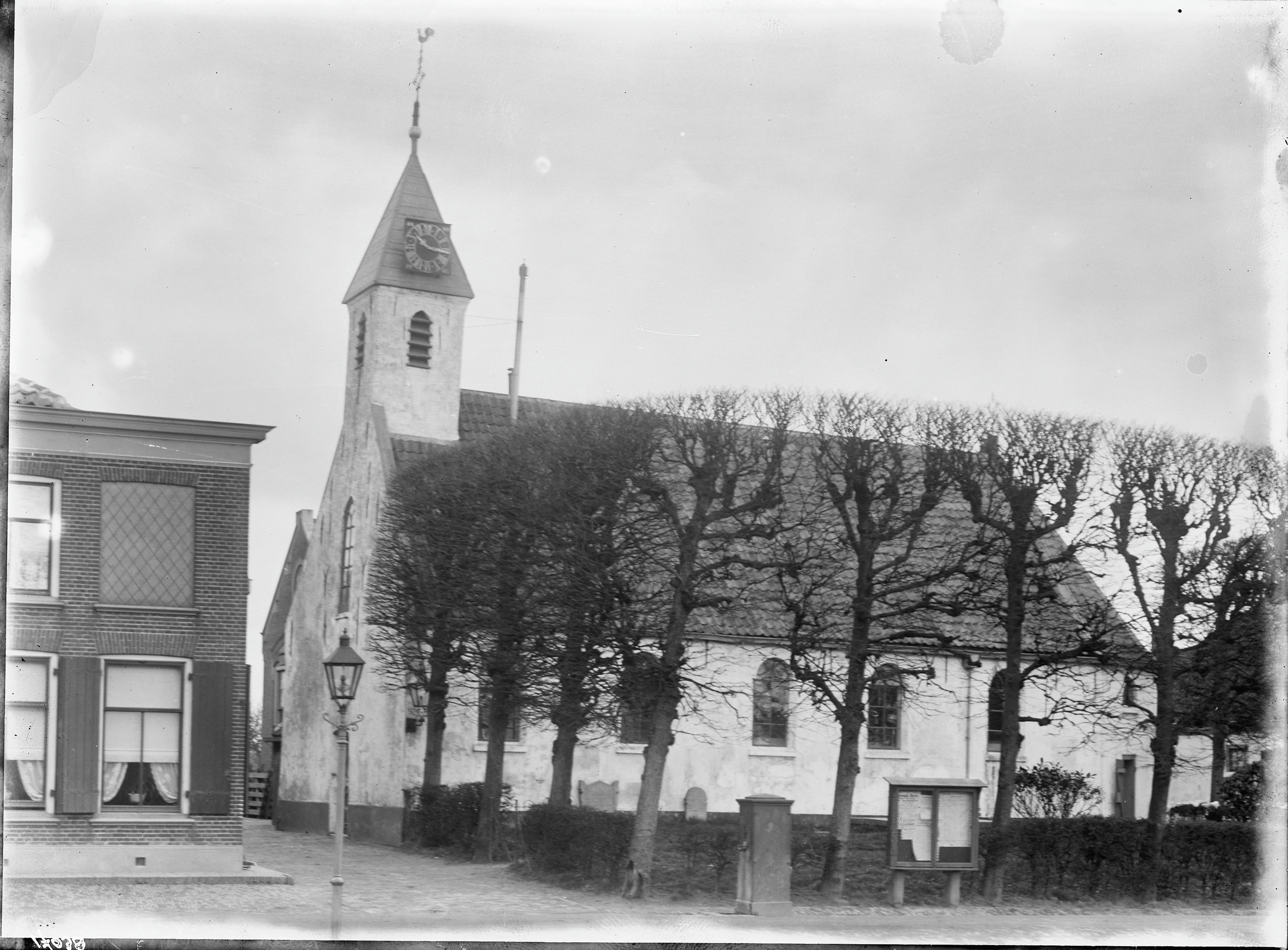
De hervormde kerk, kort voor de afbraak in 1912

Vanaf 1580 mochten (van overheidswege) de rooms-katholieken de kapel bij de Meernbrug niet meer gebruiken voor godsdienstige bijeenkomsten. De kapel raakte daardoor in verval. In 1627 stelde de overheid dit gebouw beschikbaar voor gereformeerde (=hervormde) erediensten. Deze werden aanvankelijk slechts af en toe gehouden. In 1634 werd de kapel grondig hersteld. In 1644 werd hier voor het eerst een kind gedoopt door een hervormde predikant. In 1645 deed de eerste predikant van De Meern zijn intrede. Hiermee was het bestaan van de Hervormde Gemeente De Meern een feit.
In de eerste anderhalve eeuw groeide deze gemeente nauwelijks. Omstreeks 1800 werden 90 leden geteld. Maar in 1910 was dit aantal gestegen tot ongeveer 600, wat niet wegneemt dat de rooms-katholieken getalsmatig ver in de meerderheid bleven.

#### Lager onderwijs in de 16e t/m 18e eeuw
Uit een getuigenis van ene Geerthje Tonisdochter Janszoon, geboren 1562, blijkt dat zij in haar jeugd in De Meern school had gegaan. Er zijn aanwijzingen dat de vicaris/kapelaan de nevenfunctie van schoolmeester uitoefende. Het is zeker dat in de jaren tussen 1580 en 1634 in de kapel onderwijs aan kinderen werd gegeven. Later verplaatste zich dit naar het schoolhuis achter de kosterswoning, die direct ten westen van de kapel lag, en nog later naar een schoolgebouwtje aan de noordzijde van de kapel.

#### Ontstaan van de eerste niet-openbare lagere school
Tot aan het midden van de 19e eeuw zijn er in Nederland bijna geen bijzondere scholen. In De Meern gaan zowel rooms-katholieke als protestantse kinderen naar de enige (openbare) school van het dorp, die gelegen is aan de noordzijde van de hervormde kerk. Er is slechts één onderwijzer, die tegelijk de nevenfuncties van klokluider, koster, voorzanger en doodgraver uitoefent. De functies onderwijzer en klokluider zijn niet-kerkelijk; de gemeentebesturen van Vleuten en Den Ouden Rhijn benoemen de personen in deze functies. Het kerkbestuur van de hervormde gemeente heeft wél invloed op deze benoeming vanwege de koppeling met de kerkelijke nevenfuncties. In 1847 is J.C. (Jan) Nelle de schoolmeester/koster/voorzanger van De Meern. 
De Grondwet van 1848 introduceert de vrijheid van onderwijs. In 1857 wordt het confessioneel bijzonder onderwijs wettelijk geregeld. Vanaf dat jaar worden in Nederland vele rooms-katholieke en protestantse scholen gesticht. In De Meern wordt reeds op 1 juli 1848 een protestants-christelijke school opgericht.  De directe aanleiding hiervoor ontstaat door het overlijden van meester Jan Nelle in 1847. De hervormde kerkenraad vreest dat de betrokken gemeentebesturen een rooms-katholieke schoolmeester als opvolger zullen benoemen. Daarbij speelt mee dat de zoon van Jan Nelle, Reinier, die hulponderwijzer was in Benschop, zijn vader in De Meern heeft vervangen toen deze ernstig ziek werd. Bij diens overlijden woonde hij al in de kosterswoning in De Meern. De kerkenraad wil hem nu graag als opvolger van zijn vader, maar voor wat betreft de niet-kerkelijke functies van schoolmeester en klokluider gaat de kerkenraad daar niet over. Van alles wordt geprobeerd om hem benoemd te krijgen, maar de betrokken gemeentebesturen stellen een sollicitatieprocedure in met een vergelijkend examen, waarbij de rooms-katholieke Martinus Franciscus Koeleman van 17 kandidaten de beste blijkt. Hij wordt benoemd.
De hervormde kerkenraad voelt zich nu ten opzichte van meester Reinier Nelle en de protestantse ouders verplicht een eigen school op te richten. Reinier Nelle neemt de hem aangeboden betrekking van schoolmeester/koster/voorzanger aan. Zijn salaris van fl. 300,- per jaar wordt voor 1/3 deel door de kerk betaald. 2/3 deel komt van jaarlijkse bijdragen volgens een intekenlijst.

#### Openbare lagere school
Na de oprichting van de protestantse school in 1848 krijgen de protestantse kinderen onderwijs in een lokaal achter de kosterswoning. De rooms-katholieke kinderen blijven schoolgaan in hun oude schoolgebouw achter de hervormde kerk, waar nu meester Koeleman lesgeeft. Hun school is formeel een openbare, dus neutrale school. In de praktijk is deze echter rooms-katholiek van karakter; nagenoeg alle leerlingen hebben rooms-katholieke ouders.

#### Gereformeerden
Tegen het eind van de 19e eeuw ontstond een beweging die de ideeën van het Réveil wilde laten doorwerken in het sociale, culturele en politieke leven. Een hoofdrolspeler in deze beweging was Abraham Kuyper (1837-1920). Hij legde de basis voor de oprichting van een nieuw kerkgenootschap, een politieke partij, een universiteit en een krant. In De Meern en Vleuten was het aantal 'Kuyperianen' klein, maar toch richtten zij in 1894 de Gereformeerde Kerk van Vleuten en De Meern op en bouwden een zaalkerkje aan de Alendorperweg.
De gereformeerden wilden onderwijs dat de kinderen vertrouwd maakt met de Bijbel. Daarom stichtten zij overal in het land 'scholen met de Bijbel'. De Meernse gereformeerden waren te klein in aantal om een eigen school te kunnen oprichten. Zij stuurden daarom hun kinderen naar de in 1848 door hervormden opgerichte school. Geleidelijk kregen zij hier invloed. Zo werd op zeker moment de naam van de school veranderd in School met de Bijbel en gingen leerkrachten van deze school een zondagsschool leiden.

### Belangrijke jaartallen
- 1580 - De overheid verbiedt het houden van rooms-katholieke missen in de kapel bij de Meernbrug
- 1644/1645 - Ontstaan van de hervormde gemeente
- 1665 - De Oude Rijn wordt geschikt gemaakt voor trekvaart
- 1797 - Stichting van de rooms-katholieke parochie Oudenrijn aan de Stadsdam
- 1848 - Oprichting van een protestants-christelijke lagere school
- 1860 - Inwijding van de rooms-katholieke kerk bij de Stadsdam
- 1896 - Ingebruikneming van de gereformeerde kerk aan de Alendorperweg.

### Overgebleven sporen uit de Nieuwe Tijd voor 1900
- Leidse Rijn, ±1665
- boerderij Goedenburch, Zandweg 225, 17e eeuw
- Buitenplaats Overvliet, Zandweg 82, 17e of 18e eeuw
- vroegere bakkerij van Verkerk, achter Zandweg 111, ±1700
- boerderij Vleuterweide, Zandweg 220, 18e eeuw
- Buitenplaats Rhijnshoek, Rijkstraatweg 6 en 7, Utrecht, 18e eeuw
- vroegere manufacturenwinkel, Zandweg 109
- voormalig winkelpand, Zandweg 103
- vroegere R.K. kerk (nu Metaal Kathedraal), Rijksstraatweg 20, Utrecht, 1860
- Helena's Oord, herenhuis/boerderij met grote schuur, Zandweg 101, ±1870
- Landhuis Voorn, Park Voorn 1, Utrecht, 1873
- voormalige N.H. pastorie, Zandweg 147, 1883
- voormalig gemeentehuis van Oudenrijn, Rijksstraatweg 74, 19e eeuw
- gebouw van stoomgemaal De Dompelaar, Mauritslaan 24, 1894
- vroeger gereformeerd zaalkerkje, Alendorperweg 57, Vleuten, 1894.

## 1900 tot 1954

### Economie
Na de kleiwinning in de tweede helft van de 19e eeuw veranderen de akkers in tuinbouwgrond. Tuinders aan de rand van de stad Utrecht moeten hun grond afstaan ten behoeve van woningbouw. Hetzelfde geldt voor tuinders in het Westland bij Den Haag. Tuinders uit deze gebieden vestigen zich onder andere in Vleuten en De Meern. De bevolkingsgroei van de nabijgelegen stad stimuleert ook de fruitteelt. Het open landschap rondom De Meern wordt nu afgewisseld door boomgaarden.
In deze periode komt in De Meern ook de industrie op. Hier vestigen zich enkele aannemersbedrijven, een fietslampenfabriek en een bloemenmandenfabriek. In 1927 wordt aan de Rijksstraatweg bij de Loobrug een drinkwaterleidingbedrijf met dienstwoning gebouwd door de Stichting Drinkwaterleiding West-Utrecht. Tot het verzorgingsgebied van dit bedrijf behoren Oudenrijn, De Meern, Harmelen, Vleuten en Haarzuilens. Met de vestiging van een aluminiumfabriek aan het Amsterdam-Rijnkanaal in 1938 krijgt De Meern er een belangrijke werkgever bij. Met de groei van de bevolking neemt het aantal winkels toe.

### Bevolkingsgroei en woningbouw
De agrarische sector en de industrie trekken arbeiders aan die in De Meern komen wonen. In de jaren 1930 worden vooral in het oostelijk deel woningen gebouwd voor forensen met kantoorbanen in Utrecht. Ook wordt in deze jaren een plan ontwikkeld voor nieuwbouw ten zuidoosten van de Meernbrug. Het begint met de bouw van zes woningen aan de nieuwe straat die naar de in aanbouw zijnde R.K. kerk leidt, de Burgemeester Taets van Amerongenlaan. Vervolgens worden na de Tweede Wereldoorlog ten oosten van deze kerk 40 huurwoningen gebouwd. Ook verrijzen er nieuwbouwwijkjes van 28 huizen aan de Woerdlaan en de Kerkstraat en 18 woningen aan de Veldhuizenlaan. In 1954 telt De Meern ongeveer 3.000 inwoners.

### Wegen
In 1924 wordt na verkeerstellingen geconcludeerd dat de provinciale De Meern-Gouda te smal voor auto's en te gevaarlijk voor fietsers is. De weg is 27 km lang. Het eerste gedeelte van 3,5 km lang is een grindweg zonder fietspad en vol met gaten, gelegen in het westelijke talud van de Meerndijk. De dijkkruin steekt boven de weg uit. De provincies Utrecht en Zuid-Holland bereiden een grondige reconstructie voor. Als eerste wordt in 1928 de Meerndijk aangepakt. De hoofdrijbaan komt op het midden van de dijk te liggen en wordt bestraat met keitjes van Zweeds graniet in een waaiervormig patroon. Aan de oostzijde wordt een vrij liggend fietspad aangelegd. 
In 1939 komt de autosnelweg A12 tussen Verkeersplein Oudenrijn en Den Haag gereed.  Bij het viaduct over de Meerndijk zijn op- en afritten gemaakt. In 1954 is de A2 tussen Amsterdam en Den Bosch gereed, met op- en afritten bij de aluminiumfabriek.

### Openbaar vervoer

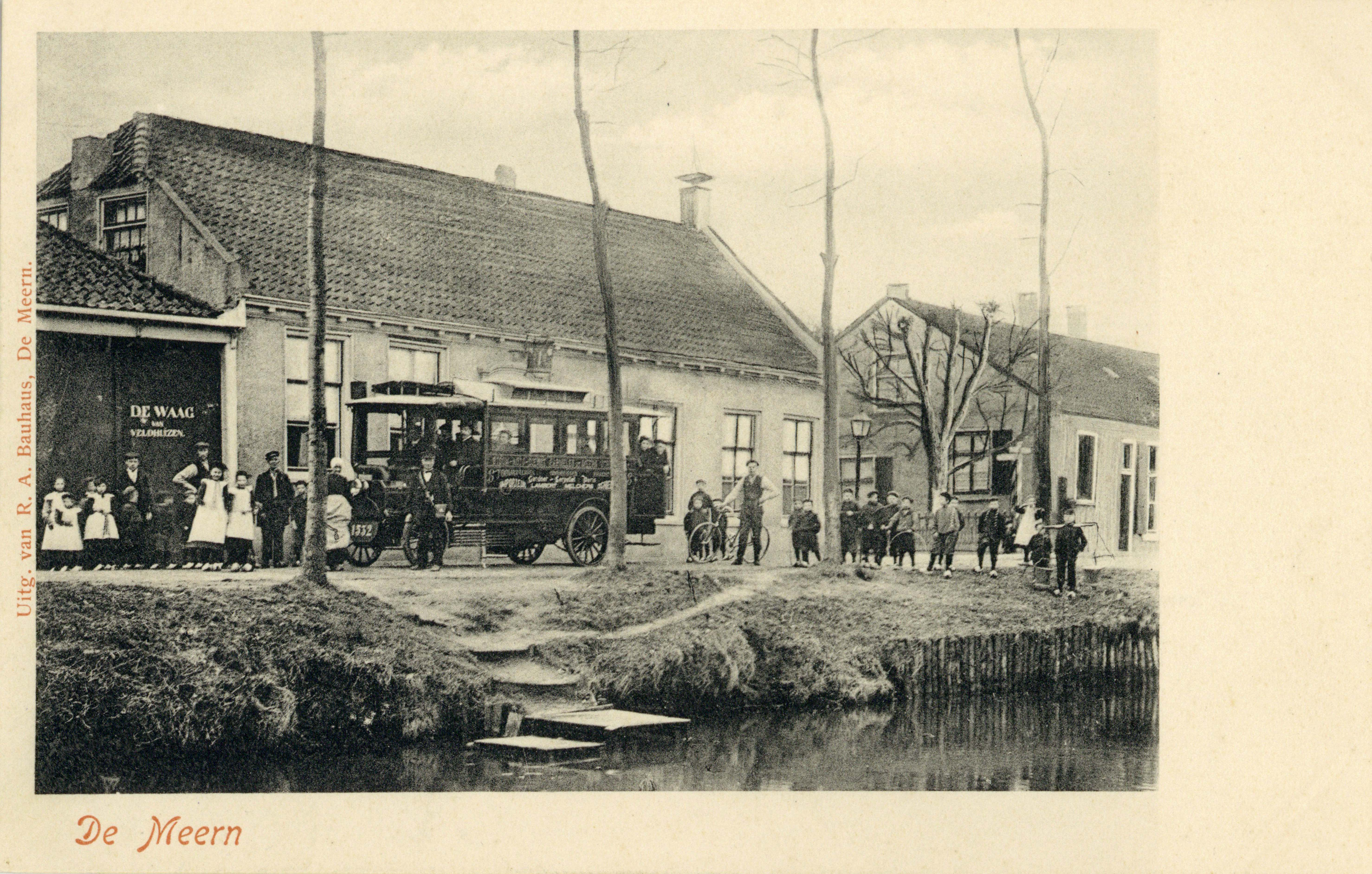
De Waag van Veldhuizen en café Het Wapen van Gouda bij de Meernbrug in 1904 met ervóór een stoomautobus. Op de voorgrond de aanlegplaats voor het lossen en laden van schepen

#### Te water
Vanaf de tweede helft van de 17e eeuw tot het einde van de 19e eeuw was de beurtvaart over de Leidse Rijn voor De Meern van groot belang. Met de schepen werden zowel personen als goederen vervoerd. In de 19e eeuw nam de postkoets de taak van openbaar personenvervoer over.
Het goederenvervoer per schip nam in die eeuw juist toe. Een aanlegplaats ten behoeve van het lossen en laden lag iets ten oosten van de Meernbrug op de zuidoever van de Leidse Rijn. Bulkgoed kon worden gewogen in De Waag van Veldhuizen. In het midden van de jaren 1950 tufte voor de laatste keer een vrachtschip door De Meern; de vrachtauto had het goederentransport overgenomen.

#### Over land
In de 19e eeuw konden de passagiers van de postkoets in- en uitstappen bij de halte Meernbrug, die voor de Waag lag. Kort na 1900 nam de autobus de taak van de postkoets over. Er reden bussen van twee busmaatschappijen door De Meern, te weten De Rijnstreek voor de verbinding Leiden-Utrecht en De Valk voor de verbinding Gouda-Utrecht.

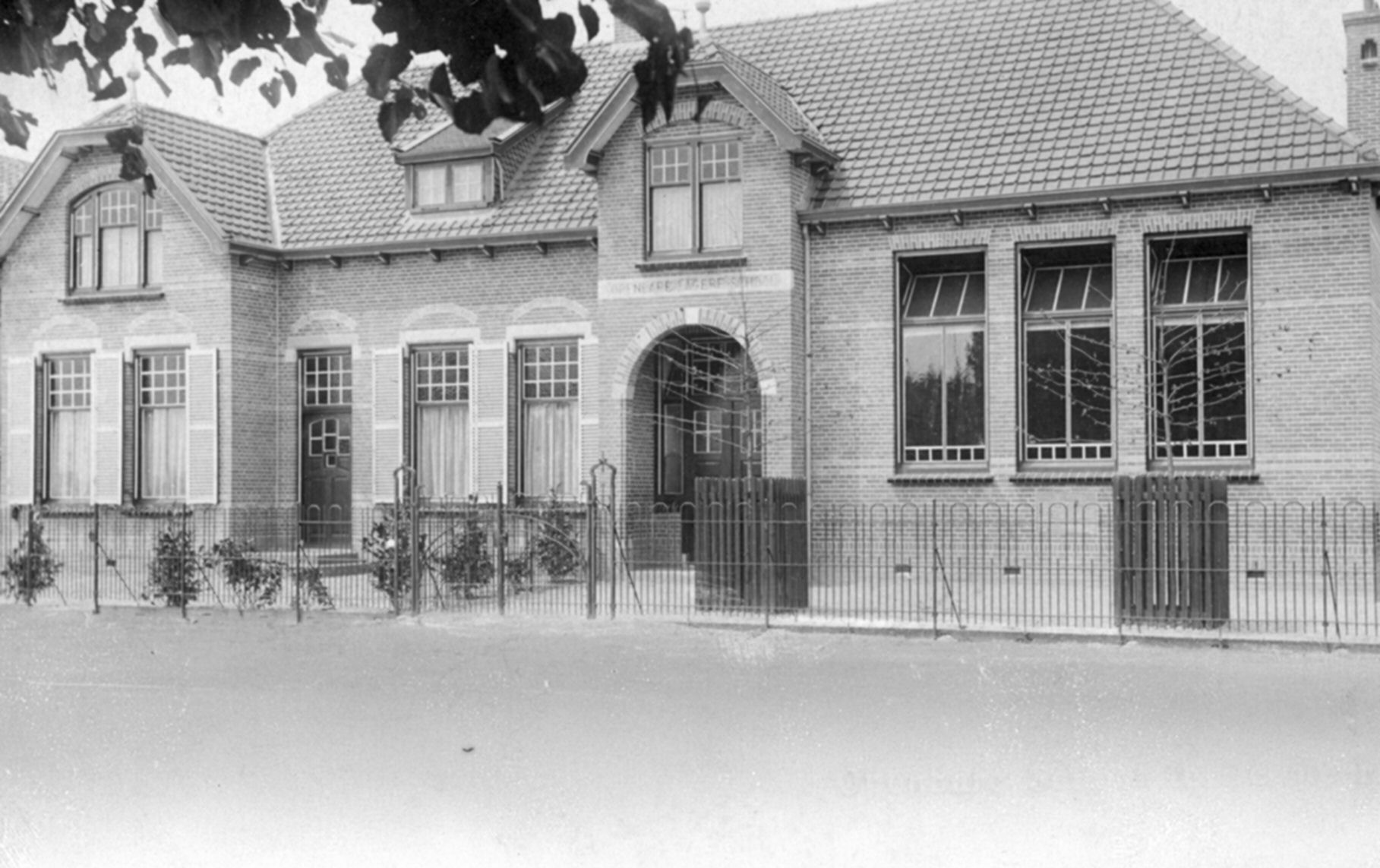
Openbare Lagere School aan de Meerndijk

### Scholen
De bevolkingsgroei in de 19e eeuw had tot gevolg dat steeds meer kinderen werden geboren. Zowel de openbare als de protestants-christelijke lagere school kregen zo veel nieuwe leerlingen dat hun schoolgebouwen te klein werden. In 1904 verhuisde de protestants-christelijke school naar een nieuw gebouw aan de Zandweg. In 1910 betrok de openbare school een nieuw gebouw aan de Meerndijk. Na de Tweede Wereldoorlog krijgt deze school steeds meer leerlingen van niet-rooms-katholieke ouders. De parochie besluit daarom een eigen school op te richten, de Pastoor van Luenenschool.

### Kerken
Tussen 1912 en 1951 werden in De Meern drie nieuwe kerken gebouwd. Bij alle drie was de vorige kerk te klein geworden.
De Nederlands-hervormde gemeente beschikte over de kapel bij de Meernbrug. Een legaat van 25.000 gulden van Anna Constantia Carolina van Brakel (1823-1912) maakte de bouw mogelijk van een kerk met 400 zitplaatsen. Deze kwam op de plaats van de oude kapel. Daarvoor moesten deze kapel en de erachter gelegen openbare school worden afgebroken. In 1913 werd de nieuwe kerk in gebruik genomen. In 1931 kreeg de hervormde gemeente ook een Vereenigingsgebouw dankzij een schenking van 9.550 gulden door het echtpaar Van den Broeke.  
De rooms-katholieke parochie had haar kerk bij de Stadsdam, daterend van 1860. Ook deze werd in de 20e eeuw te klein. In het centrum van De Meern werd een nieuwe kerk met pastorie gebouwd. In 1940 werd deze ingewijd. De korte naam van deze kerk is Mariakerk, de volledige naam Kerk van Onze Lieve Vrouw ten Hemelopneming. Een verenigingsgebouw vergelijkbaar met dat van de hervormde gemeente had de parochie aanvankelijk niet. Voor allerlei activiteiten beschikte men echter over de Zaal Huigen aan de Rijksstraatweg. Deze zaal, waarin een podium was, bevond zich in de voormalige Waag van Veldhuizen.
De gereformeerde kerk hield haar diensten in het zaalkerkje aan de Alendorperweg. In 1944 scheurde deze kerk in twee delen door een conflict binnen het kerkgenootschap. Het kleinere deel, de vrijgemaakten, behield het kerkje aan de Alendorperweg. Het grotere deel, de synodaal-gereformeerden, liet in 1951 een kerk met ruim 200 zitplaatsen bouwen aan de Woerdlaan. In 2001 fuseerden zij met de hervormden en trokken bij hen in. Hun gebouw aan de Woerdlaan verloor zijn kerkelijke functie.

### Verenigingen
In de 20e eeuw werden in De Meern vele verenigingen opgericht. De oudste niet aan een kerk verbonden vereniging is de in 1921 opgerichte Muziekvereniging De Bazuin.
De opening van het Vereenigingsgebouw in 1931 leidde in datzelfde jaar tot de oprichting van Schaakvereniging TRIO. Ook bood dit gebouw jarenlang onderdak aan de gymnastiekvereniging Kracht en Vlugheid. Jaarlijks gaf deze vereniging demonstraties voor publiek in dit gebouw. Ook werden in het Vereenigingsgebouw vele toneelvoorstellingen gegeven en feestavonden gehouden.
In 1939 kwam de Vereniging van de Vrijwillige Brandweer De Meern tot stand en in 1945 de Landelijke Rijvereniging De Voornruiters. Op 18 juni 1947 werd in café Het Wapen van Gouda de Roomsch Katholieke Voetbal Vereniging De Meern opgericht.

### Tweede Wereldoorlog
Vóór de oorlog was een aanzienlijk deel van de Meernse bevolking lid of sympathisant van de Nationaal-Socialistische Beweging (NSB). Stemde in 1935 bijna 8% van de Nederlandse bevolking op de NSB, in De Meern was dit percentage ongeveer de helft hoger. Naarmate de oorlog dichterbij kwam, verminderde de sympathie voor deze beweging sterk. Maar er bleef een NSB-aanhang bestaan, waaronder lieden die samenwerkten met de Duitse bezetter en verzetsmensen probeerden op te sporen. Dat ging vaak gepaard met geweld. Inwoners die zich wilden verzetten tegen de Duitse overheersing waren hierin zeer terughoudend. Wel was er bereidheid verzetsactiviteiten te faciliteren. Ook vonden mensen van buiten De Meern die zich bedreigd voelden een veilige plek op afgelegen boerderijen.  
Na het door de Duitsers ingestelde verbod op het bezit van een radio, nam een kleine groep dorpelingen het initiatief tot clandestiene nieuwsgaring. Op de zolder van de afgelegen boerderij van Anton Kool in Reijerscop werden de uitzendingen van Radio Oranje beluisterd door Jaap Mijderwijk. Hij maakte er verslagen van en vermenigvuldigde die met een stencilmachine tot een krantje. Hij gaf het de naam De Laatste Loodjes. Nadat de Duitsers een avondklok hadden ingesteld, werd Mijderwijk op de terugweg steeds vergezeld door de predikant van de hervormde gemeente, ds. D.J. Peterse. Als zij werden aangehouden door Duitse soldaten, zei de dominee dat hij en de 'ouderling' naast hem op de terugweg waren van een ziekenbezoek.
Tijdens de strenge hongerwinter van 1944 was er in De Meern over het algemeen genoeg te eten. Duizenden mensen van elders, die op hongertocht waren, kwamen in De Meern aan. De School met de Bijbel aan de Zandweg werd stilgelegd en aan het Rode Kruis ter beschikking gesteld voor het kunnen bieden van nachtopvang. Daar was echter niet voldoende plaats en er werd een beroep gedaan op het mededogen van dorpsgenoten door het briefje dat schoolhoofd Jac. Smit aan de onderdakzoekers meegaf met de tekst 'School vol - Smit'. In december 1944 ontstond een tekort aan brandstof, wat inwoners van Vleuten en De Meern ertoe bracht alle 120 populieren langs de Krochtdijk om te zagen.
In de avond van 3 oktober 1944 werd een inval gedaan in Café Het Wapen van Gouda op de hoek van de Meerndijk en de Rijksstraatweg. Caféhouder Kobus Huigen werd namelijk verdacht van illegale activiteiten. Terwijl de woonvertrekken van de familie Huigen werden doorzocht, trof iemand in de telefoonkamer van het café de 35-jarige Amersfoortse aardrijkskundeleraar Zwier Regelink aan. Onder de schuilnaam Van Straten zat hij ondergedoken in De Meern, nadat hij een oproep had gekregen om te dienen in het Duitse leger. Hij was districtscommandant van de regio Zuidwest-Utrecht van de Binnenlandse Strijdkrachten. Hij had apparatuur van de PTT weten te bemachtigen. Daarmee bracht hij een netwerk van radioverbindingen tot stand met een voor die tijd uitzonderlijk groot bereik. Via deze verbindingen kon hij de verzetsoperaties leiden en coördineren. Zwier Regelink werd, nadat hij was ontdekt, meegenomen en enkele weken later in Amsterdam gefusilleerd. In Amersfoort wordt hij postuum geëerd met een gedenksteen aan zijn vroegere woning in het Bergkwartier en met het Regelinkplein in de wijk Rustenburg, en in De Meern met de vermelding van zijn naam op het verzetsmonument.

### Periode van wederopbouw
De eerste jaren na de oorlog stonden in het teken van herstel en wederopbouw. Het waren jaren van schaarste en soberheid, maar ook van nieuwe, vooral uit de Verenigde Staten afkomstige technologie. Zo had omstreeks 1955 menig huishouden een bromfiets en een wasmachine. Ook had toen al de televisie zijn intrede gedaan, waarbij huiskamers van woningen met een tv-toestel soms vol zaten met buurtgenoten als er een bijzonder programma te zien was.
In De Meern maakte de paard-en-wagen of bakfiets waarmee de levensmiddelen thuis werden bezorgd, plaats voor de bestelauto. De markante houten aanbouw van smederij Pak aan de Zandweg, de zo genoemde travalje waaronder paarden werden beslagen, verdween. De kruidenier aan de Zandweg verbouwde zijn zaak tot een 'zelfbedieningswinkel'.
Met de bromfiets was men binnen een kwartier in de stad Utrecht om boodschappen te doen. De Meernse winkeliers voelden de concurrentie en richtten daarom de Meernse Zakenvereniging op.  Met gezamenlijke acties trachtte men klanten te werven en te behouden.
Al kort na de oorlog kwam in De Meern een proces van ontzuiling op gang. In de eeuw tussen ongeveer 1840 en 1940 leefden rooms-katholieken en protestanten vooral binnen de eigen kerkelijke zuil, met eigen verenigingen. De muziekvereniging De Bazuin en de schaakclub TRIO vormden hierop uitzonderingen. Toch was men in De Meern al sinds de middeleeuwen vertrouwd met het polderen. De boeren ten oosten en ten westen van de Meerndijk hadden verschillende belangen op het gebied van waterbeheer. Ze kwamen bij een conflict in onderling overleg tot een oplossing, of soms na een uitspraak van de richter. Tijdens de oorlog zagen enkele inwoners met verschillende achtergronden en overtuigingen mogelijkheden tot samenwerking. Er ontstond een informeel netwerk van personen die ernaar streefden het dorp zo goed mogelijk door de oorlog te leiden. Na de oorlog zag men deze personen terug in de besturen van organisaties als de Oranjevereniging, de Vereniging van de Vrijwillige Brandweer en de Meernse Zakenvereniging. Ook op andere terreinen vond ontzuiling plaats. Zo schrapte de voetbalvereniging het voorvoegsel R.K. uit zijn naam.

### Belangrijke jaartallen
- 1904 - Verhuizing van de protestants-christelijke lagere school naar nieuw gebouw aan de Zandweg
- 1910 - Verhuizing van de openbare lagere school naar nieuw gebouw aan de Meerndijk
- 1912-1913 - Afbraak van de hervormde kapel en bouw van nieuwe hervormde kerk op dezelfde plaats
- 1921 - Oprichting van Muziekvereniging De Bazuin
- 1927 - Bouw van drinkwaterpompstation en aansluiting van woningen op waterleidingnet
- 1928 - Omvorming van grindweg Meerndijk tot provinciale weg De Meern-Gouda
- 1931 - Ingebruikneming van het Vereenigingsgebouw
- 1938 - Gereedkomen van het Amsterdam-Rijnkanaal/Lekkanaal tussen Utrecht en Vreeswijk en van de bouw van een aluminiumfabriek aan dit kanaal
- 1939 - Gereedkomen van het deel van Rijksweg A12 dat langs De Meern loopt
- 1940 - Inwijding van nieuwe rooms-katholieke kerk in het centrum van De Meern; afstoting van de r.k. kerk bij de Stadsdam
- 1944 - Oprichting van het illegale krantje De Laatste Loodjes, na de Bevrijding omgezet in Weekblad De Brug
- 1944 - Inval in café Het Wapen van Gouda, waarbij de verzetsman Zwier Regelink werd ontdekt, meegevoerd en enkele weken later gefusilleerd
- 1945 - Oprichting van Landelijke Rijvereniging De Voornruiters
- 1947 - Oprichting van Voetbalvereniging De Meern
- ±1950 - Bouw van de eerste rooms-katholieke school, de Pastoor van Luenenschool, aan de Pastoor Boelenslaan
- 1951 - Bouw van gereformeerde kerk aan de Woerdlaan
- 1954 - Gereedkomen van het deel van Rijksweg A2 dat langs De Meern loopt

### Overgebleven uit de periode 1900-1954
- Marekerk uit 1913, Zandweg 126
- voormalig garagebedrijf uit 1913, Meerndijk 7
- drinkwaterpompstation met dienstwoning uit 1928, Rijksstraatweg 129
- gereconstrueerde Meerndijk uit 1928. Daarna is hieraan veel gewijzigd, maar niet het tracé.
- Vereenigingsgebouw uit 1931, Zandweg 148
- aluminiumfabriek uit 1938, Groenewoudsedijk 1, Utrecht
- kerk van OLV ten Hemelopneming met pastorie uit 1940, Pastoor Boelenslaan 11 en 9
- voormalige gereformeerde kerk uit 1951, Woerdlaan 14.

## Na 1954

### Gemeente Vleuten-De Meern

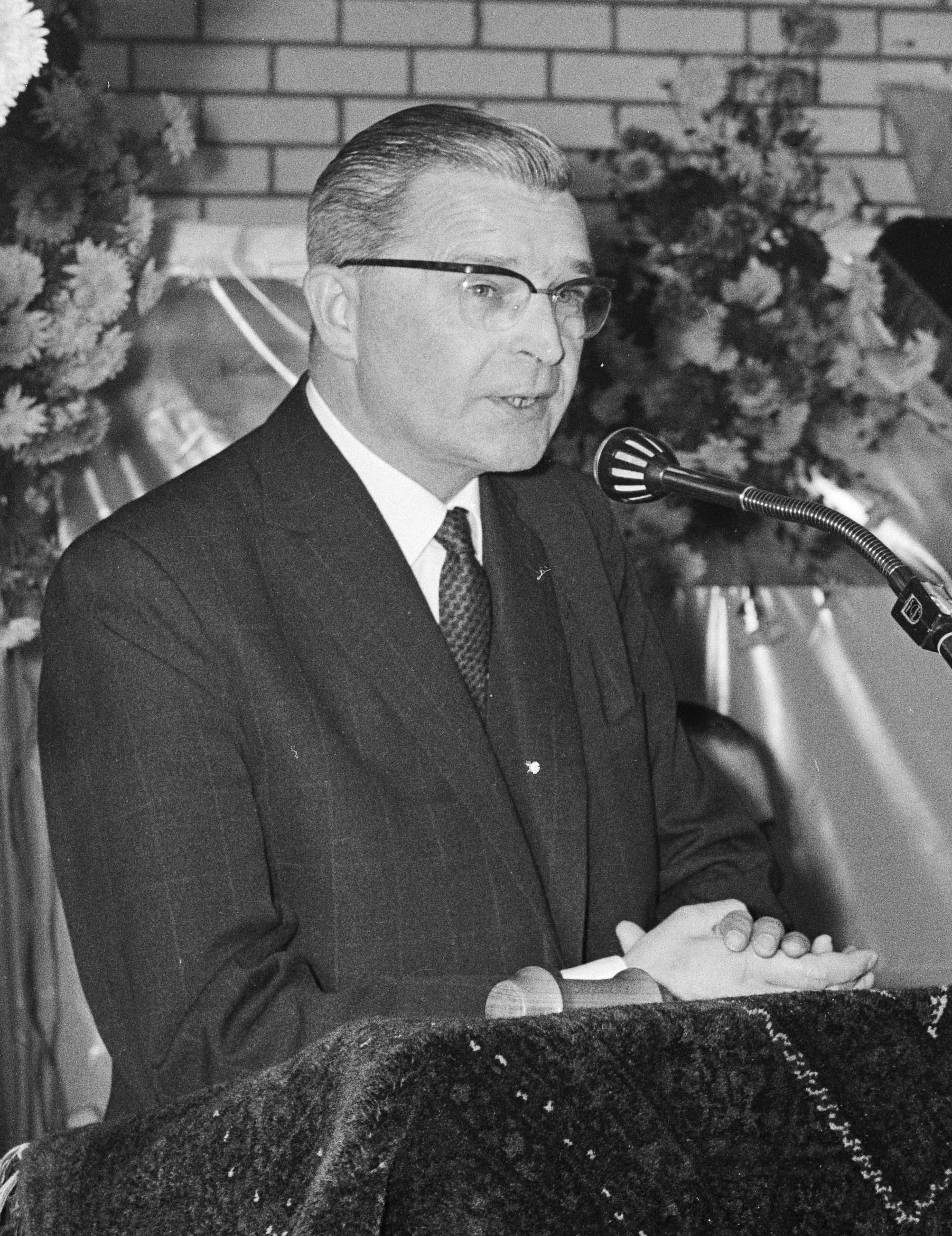
J.H. van der Heide, burgemeester van Vleuten-De Meern van 1954 tot 1974

Tot 1954 was De Meern verdeeld over drie gemeenten. De Leidse Rijn vormde de grens tussen de gemeente Vleuten en de beide andere gemeenten; Vleuten lag aan de noordzijde ervan. De Lange Vliet vormde de grens tussen de gemeenten Oudenrijn en Veldhuizen; Oudenrijn lag aan de oostzijde hiervan. Op 1 januari 1954 werden Oudenrijn, Veldhuizen, Vleuten en Haarzuilens samengevoegd tot de nieuwe gemeente Vleuten-De Meern. De burgemeester van Vleuten, J.H. van der Heide, werd de eerste burgemeester van Vleuten-De Meern.
Onmiddellijk na deze fusie werden omvangrijke woningbouwplannen ontwikkeld voor zowel Vleuten als De Meern. Gelijktijdig werd gewerkt aan voorzieningen als sporthallen en een zwembad. De gemeente werd aantrekkelijker gemaakt door de aanleg van plantsoenen en groenstroken. Ook de wegen werden aangepakt. Vrijwel alle grindwegen werden geasfalteerd. De smalle grindweg Krochtdijk werd herschapen tot de Europaweg, de belangrijkste verbindingsweg tussen De Meern en Vleuten. Het kruispunt Rijksstraatweg-Meerndijk-Meernbrug werd verruimd door panden af te breken, waaronder het café Het Wapen van Gouda. Aan de noordzijde van de Meernbrug werd in het verlengde van de Meerndijk de Castellumlaan aangelegd.
De goede sportaccommodaties stimuleerden de beoefening van verschillende sporten. Het sociaal-culturele centrum De Schalm, eigendom van de rooms-katholieke parochie, gebouwd in 1973 met hulp van vele parochianen, en vergroot in 1983, bleek een aanwinst voor het verenigingsleven. Het heeft onder meer geleid tot de oprichting van de Toneelvereniging De Meern.
De werkgelegenheid groeide in deze periode sterk. Aan de Strijkviertel vestigden zich industriële en andere bedrijven. In de loop van de jaren breidde dit industrieterrein zich sterk uit in westelijke richting. De naam Industrieterrein Strijkviertel werd gewijzigd in Bedrijvengebied Oudenrijn.

### Uitbreidingen tot 1997
Omstreeks 1960 werd gestart met het ambitieuze plan De Meern-Zuid, dat zou leiden tot de bouw van ongeveer 1.200 nieuwe woningen in het gebied tussen de Rijksstraatweg en de Rijksweg A12. Het plan bestond uit de deelplannen Oudenrijn ten oosten en Veldhuizen ten westen van de Meerndijk. In 1969 werd aan de Oranjelaan het Winkelcentrum Mereveldplein gebouwd. Hierna wilde de gemeente de bebouwde kom van De Meern, die destijds eindigde bij de Marelaan, naar het westen uitbreiden. Aan het einde van de jaren 1970 werd hiermee begonnen. Deze nieuwe buurt heette Nyevelt. Vanaf 1991 verrezen ongeveer 1.100 woningen in de polder Het Weer ten noordwesten van de oude dorpskern. In 1997 was het inwoneraantal van De Meern gestegen naar meer dan 10.000.

### Uitbreidingen na 1997
Op 1 januari 2001 zou Vleuten-De Meern bij de gemeente Utrecht worden gevoegd. Al in het begin van de jaren 1990 was het gebied ten westen van deze stad aangewezen als Vinex-locatie, waar zo'n 24.000 nieuwe woningen zouden worden gebouwd. Op dat moment werd ervan uitgegaan dat de beide betrokken gemeenten ieder hun deel van deze opdracht zouden realiseren. De gemeente Vleuten-De Meern begon daarom in 1997 aan de bouw van de ruim 3.000 woningen van het deelplan Veldhuizen in het westelijk deel van De Meern. In 2003 was het grootste deel hiervan gereed. Alleen een strook met de naam De Balije, tussen de nieuwbouw en het oude De Meern, lag toen nog braak; maar ook deze werd nu gevuld met nieuwe woningen.
In 2005 en volgende jaren werd de buurt De Woerd met ongeveer 475 koopwoningen gebouwd. In 2016 en 2017 volgden enkele tientallen koopwoningen aan de rand van het Máximapark. Bij de Meernbrug waren veel panden gesloopt; de ontstane gaten werden opgevuld met huur- en koopwoningen.
In 2016 werd op de plaats van het vroegere Romeinse castellum een tamelijk vrije reconstructie ervan gebouwd, het Castellum Hoge Woerd. In de buurt van dit castellum verrezen een moskee en een kerk. In 2025 telt De Meern ruim 22.000 inwoners.

### Belangrijke jaartallen
- 1954 - Vorming van gemeente Vleuten-De Meern
- ±1960 - Begin van de bouw van ±1.200 woningen in De Meern Zuid
- ±1960 - Reconstructie van het verkeersknooppunt bij de Meernbrug en aanleg van de Castellumlaan
- 1969 - Bouw van winkelcentrum Mereveldplein
- 1973 - Bouw van sociaal-cultureel centrum De Schalm
- 1991 - Begin van de bouw van ±1.100 woningen in polder Het Weer
- 1997 - Vondst van een gaaf Romeins schip uit de 2e eeuw
- 1997 - Begin van de bouw van ±3.000 woningen in polder Veldhuizen
- 2001 - Inlijving van Vleuten-De Meern bij de gemeente Utrecht
- 2001 - Fusie van hervormden en gereformeerden tot Protestantse Wijkgemeente De Meern; kerk bij de Meernbrug krijgt de naam Marekerk
- 2016 - Opening van Islamitisch Cultureel Centrum Leidsche Rijn, tevens moskee
- 2016 - Opening van Castellum Hoge Woerd
- 2019 - Ingebruikneming van Kerk aan het Lint.

## Samenvatting
Vanaf ±1050 worden de woeste gronden ten westen van de stad Utrecht ontgonnen. Door de sterk verbeterde waterafvoer wordt landbouw hier nu mogelijk. Omstreeks 1200 wordt tussen de Rijn en de Hollandse IJssel de Meerndijk aangelegd. Deze dient om het overtollige water aan de oostkant van de dijk tegen te houden, opdat het lager gelegen gebied aan de westzijde hiervan geen last heeft. Aan het begin van de dijk wordt de Meernbrug gebouwd. Deze overspant een polderwetering en zal samen met de Meerndijk een schakel worden in de wegverbinding tussen Utrecht en Rotterdam. In 1381 wordt de polderwetering verbreed tot het scheepvaartkanaal Oude Rijn. Bij de Meernbrug wordt een kapel gesticht met een dorpje eromheen, het latere De Meern. Vooralsnog heeft het geen naam. Men woont hier aan de Meern, dat wil zeggen: bij de Meern (= Meerndijk).
In de 17e eeuw wordt de Oude Rijn herschapen tot een belangrijke trekvaartverbinding. De naam ervan wordt nu Leidse Rijn. Op de noordelijke oever ontstaat bij de Meernbrug enige bedrijvigheid, waaronder een hoefsmederij, een herberg en enkele winkels. De verwaarloosde kapel bij de Meernbrug wordt opgeknapt en in gebruik genomen door de hervormde gemeente. Het dorpje blijft echter klein. In 1800 telt het, inclusief de buitengebieden, ongeveer 1000 inwoners.
In de 19e eeuw worden de gezinnen gemiddeld groter, mede dankzij dalende kindersterfte. Met de volwassenwording van de kinderen neemt het aantal huishoudens toe. Bestaande boerderijen en woningen worden verbouwd en nieuwe gebouwd. Verder wordt deze eeuw gekenmerkt door een belangrijke rol van de beide religies. Na twee eeuwen van godsdienstig leven buiten de openbaarheid stichten de katholieken in 1797 hun parochie met kerk bij de Stadsdam. In 1857 is deze te klein geworden en verrijst ernaast een nieuwe, neogotische kerk. De hervormden richten in 1848 een protestants-christelijke school op, een van de eerste in Nederland.
In de eerste helft van de 20e eeuw groeit De Meern verder door de komst van tuinbouw, industrie en forenzen die in de nabijgelegen stad Utrecht werken. Het aantal winkels neemt hierdoor ook toe. Vanaf 1920 ontstaat een bloeiend verenigingsleven. Tussen 1912 en 1951 worden drie nieuwe kerken gebouwd, omdat de vorige te klein zijn geworden.
Tijdens de Tweede Wereldoorlog heeft de bevolking van De Meern niet zwaar geleden door gebrek aan voedsel. Maar de NSB was hier duidelijk aanwezig. In oktober 1944 werd door NSB-ers de Amersfoortse verzetsman Zwier Regelink in een Meerns café gearresteerd.
Enkele weken later werd hij gefusilleerd door Duitsers.   
In 1954 worden de drie gemeenten waarover De Meern is verdeeld samengevoegd. De nieuwe gemeente Vleuten-De Meern ontwikkelt ambitieuze uitbreidingsplannen. In 40 jaar stijgt het inwoneraantal van De Meern van ±3.000 naar ±12.000. Wegen worden verbeterd en verfraaid. Er komen sportvelden en -hallen en een zwembad. Het aantal sport- en andere verenigingen neemt verder toe. Ook het aantal bedrijven groeit snel. Het industrieterrein Strijkviertel breidt zich sterk uit. In 2001 wordt De Meern deel van de gemeente Utrecht. In de 20 jaar hierna wordt opnieuw veel gebouwd en stijgt het aantal inwoners tot ±22.000.